# Ricardo Mendes
Ricardo Mendes, właśc. Ricardo Mendes de Souza (ur. 9 sierpnia 1974 w Barbacenie) – brazylijski piłkarz występujący na pozycji pomocnika.

## Kariera klubowa
Karierę piłkarską Ricardo Mendes rozpoczął w klubie Corinthians Paulista w 1995 roku. W Corinthians 11 sierpnia 1996 w przegranym 0-1 meczu z Clube Atlético Mineiro Ricardo Mendes zadebiutował w lidze brazylijskiej. W latach 1996–1997 występował w Guarani FC. We Guarani 9 grudnia 1995 w zremisowanym 1-1 meczu z CR Flamengo Ricardo Mendes wystąpił po raz ostatni w lidze. Ogółem w latach 1996–1997 rozegrał w lidze brazylijskiej 20 spotkań.
W 2000 był zawodnikiem Amériki Belo Horizonte. W 2001 wyjechał do Portugalii, gdzie został zawodnikiem zespołu FC Maia. Po rozegraniu zaledwie 2 meczów opuścił portugalski klub i zakończył piłkarską karierę.

## Kariera reprezentacyjna
Ricardo Mendes występował w olimpijskiej reprezentacji Brazylii. W 1995 roku uczestniczył w Igrzyskach Panamerykańskich w Mar del Plata na których Brazylia odpadła w ćwierćfinale. Na turnieju Ricardo Mendes wystąpił w meczach z Kostaryką, Bermudami i Chile.